# Schmalspurbahnmuseum Pereslawl
Das Schmalspurbahnmuseum Pereslawl (russisch Переславский железнодорожный музей, transkr. Pereslawski schelesnodoroschny musei, transl. Pereslavskij železnodorožnyj muzej) ist ein privates technisches Museum in Pereslawl-Salesski in der Oblast Jaroslawl in Russland, in dem Schienenfahrzeuge von Schmalspurbahnen und ähnliche Maschinen gesammelt werden.

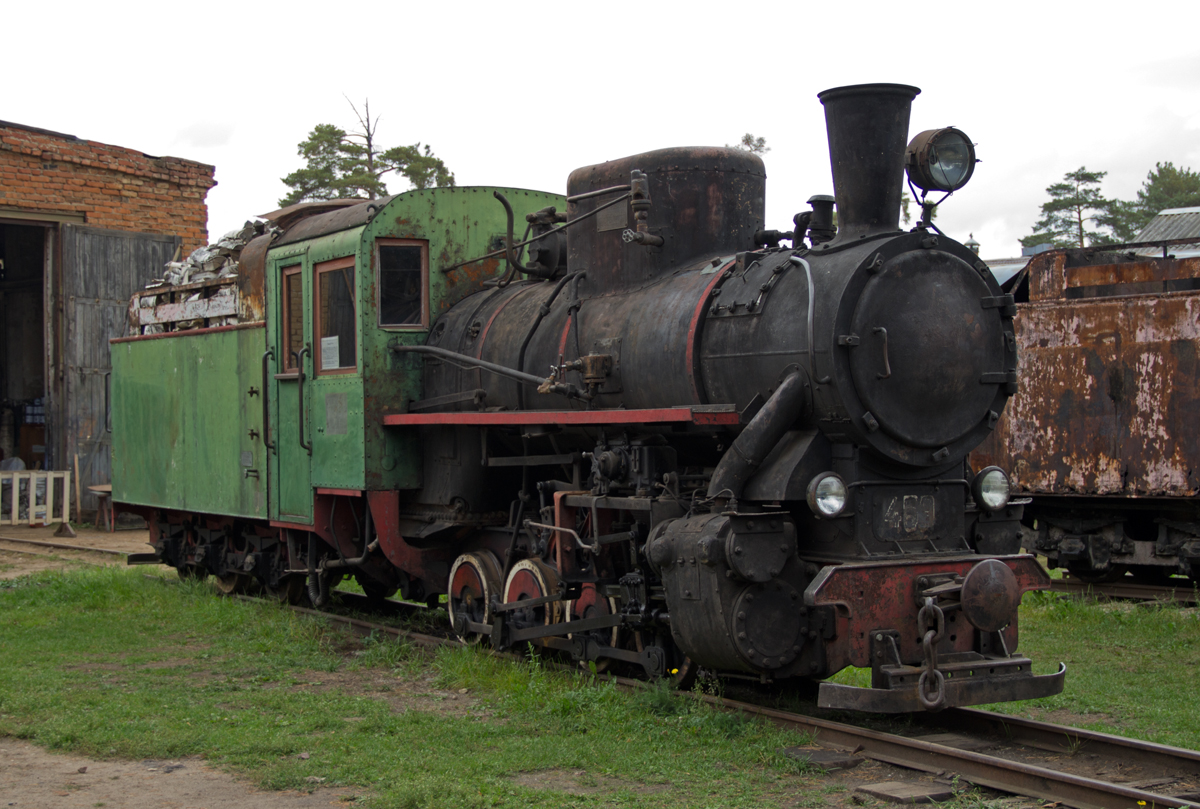
Dampflok K^{p}4-469 (К^{п}4-469)

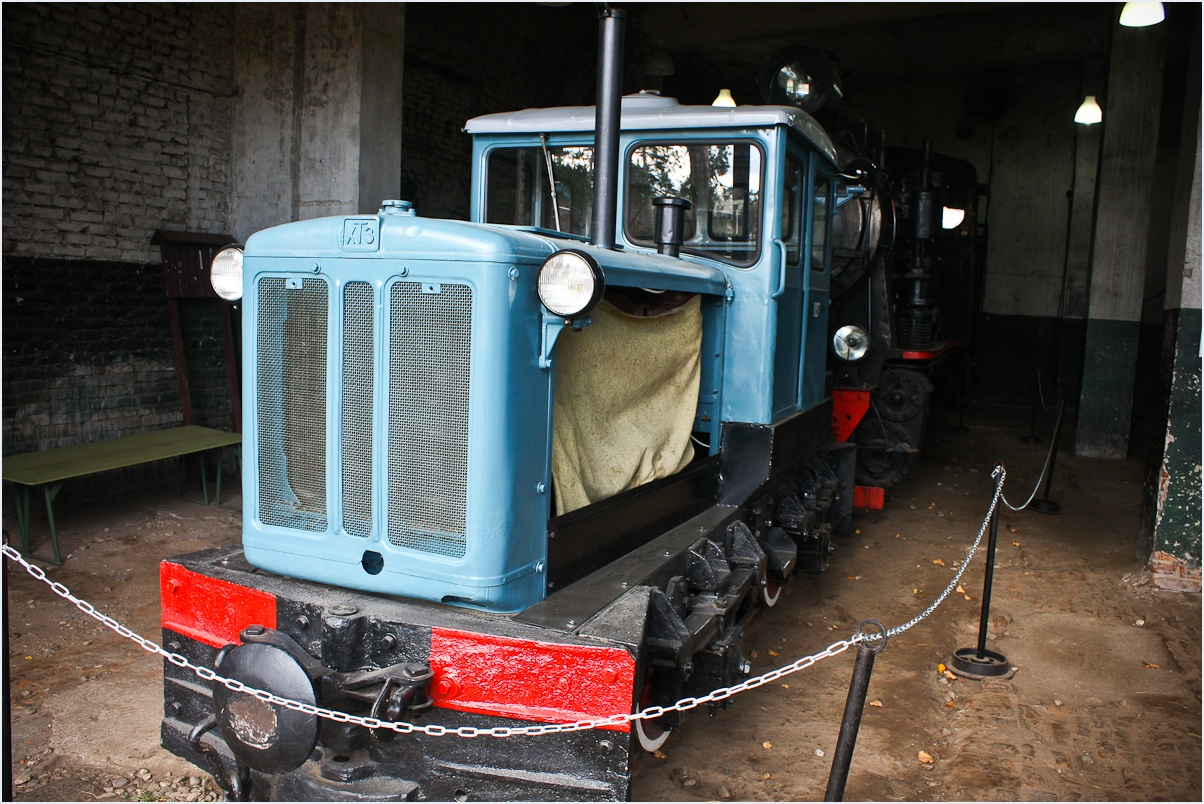
Diesellokomotive МД54-2

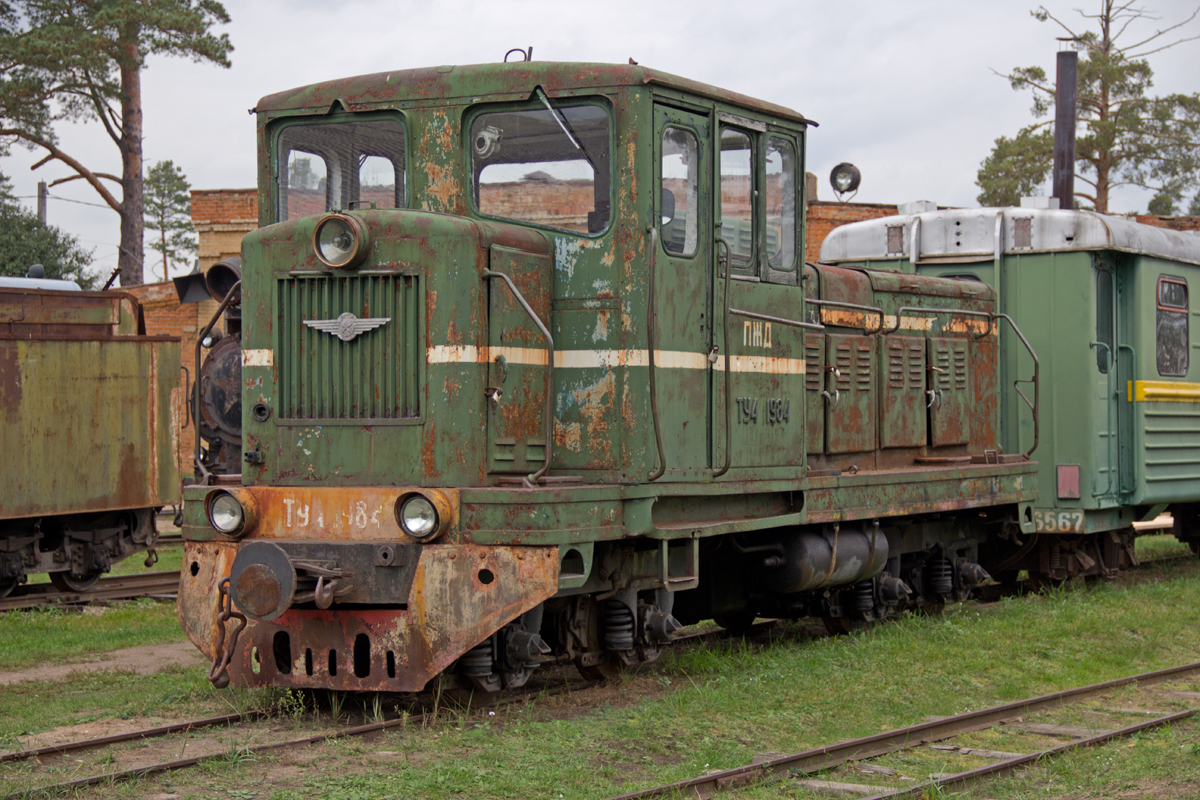
ТУ4-1984

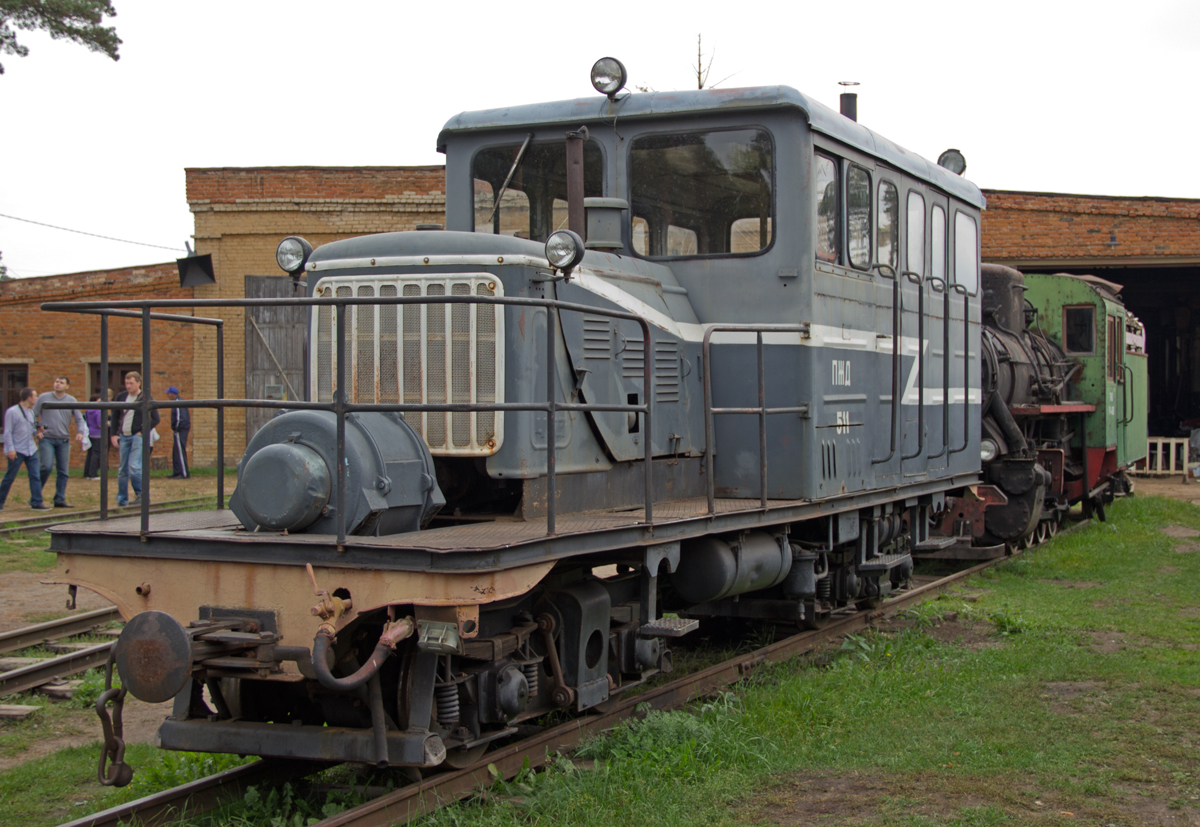
Diesellokomotive mit Generator ЭСУ2а-511

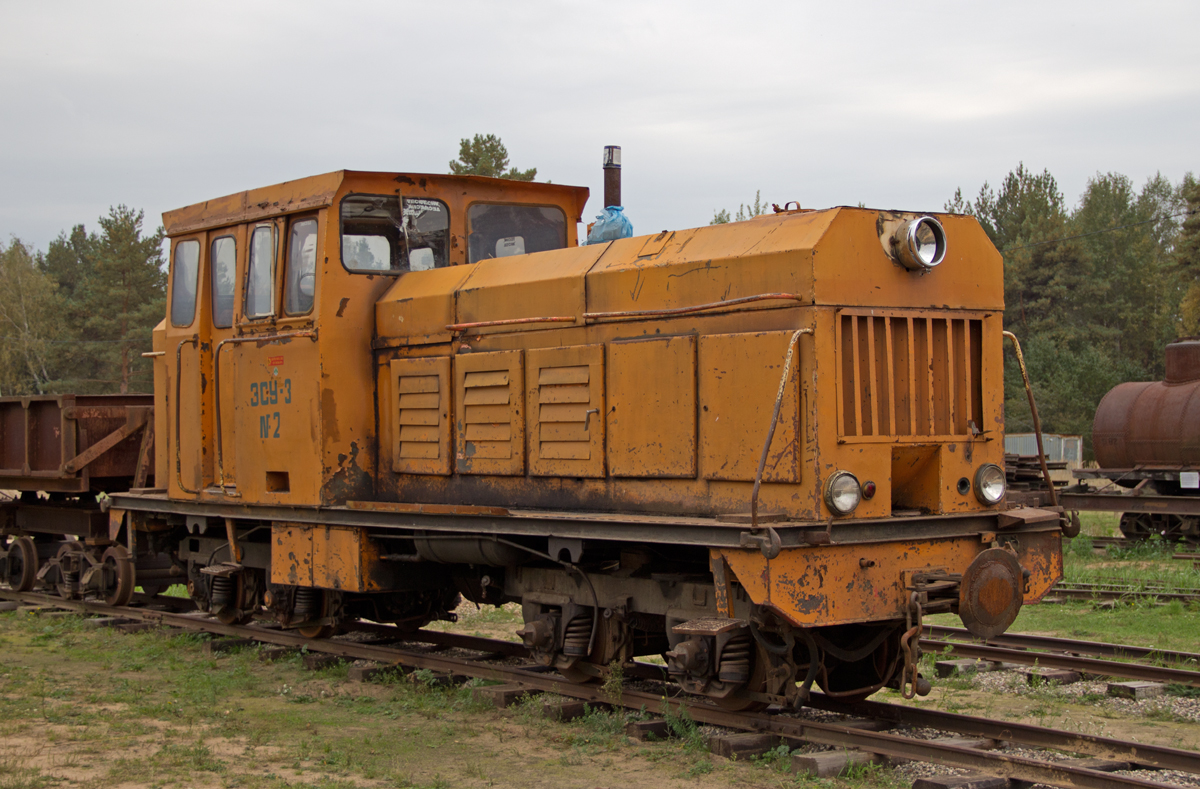
Diesellok mit Generator ЭСУ3-2

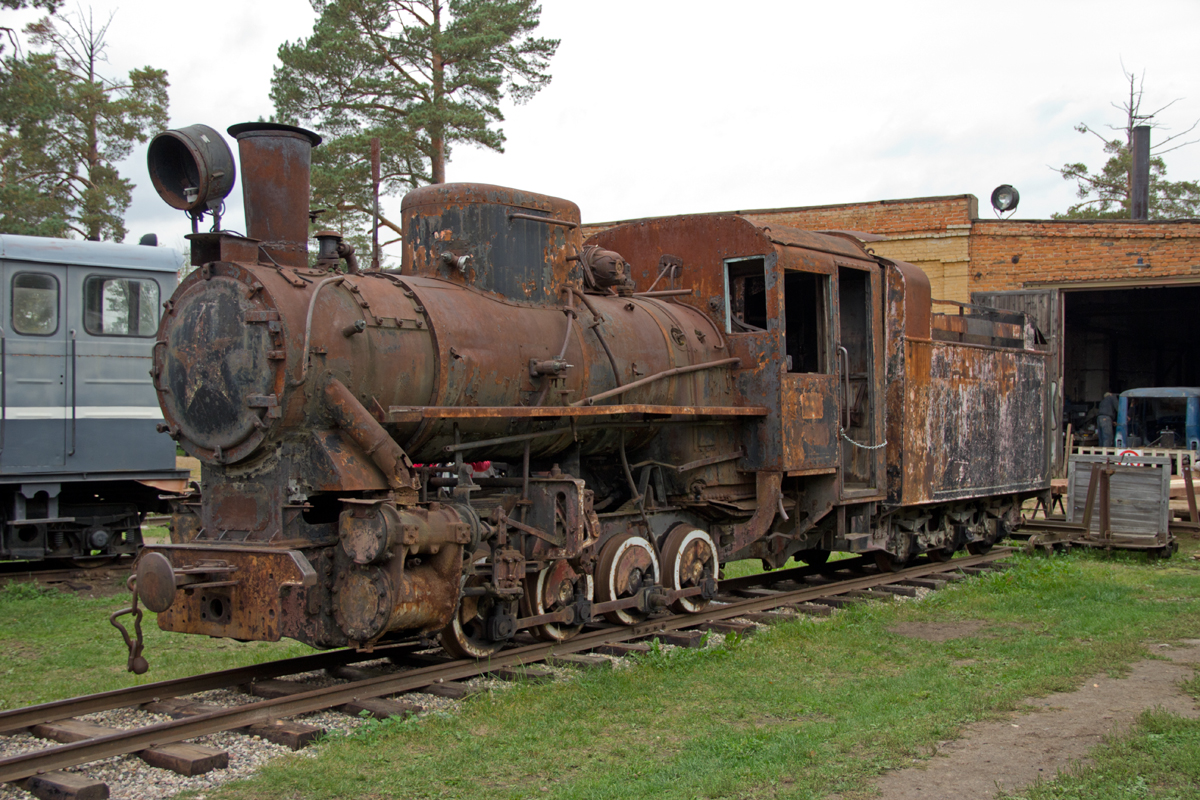
K^{p}4-300

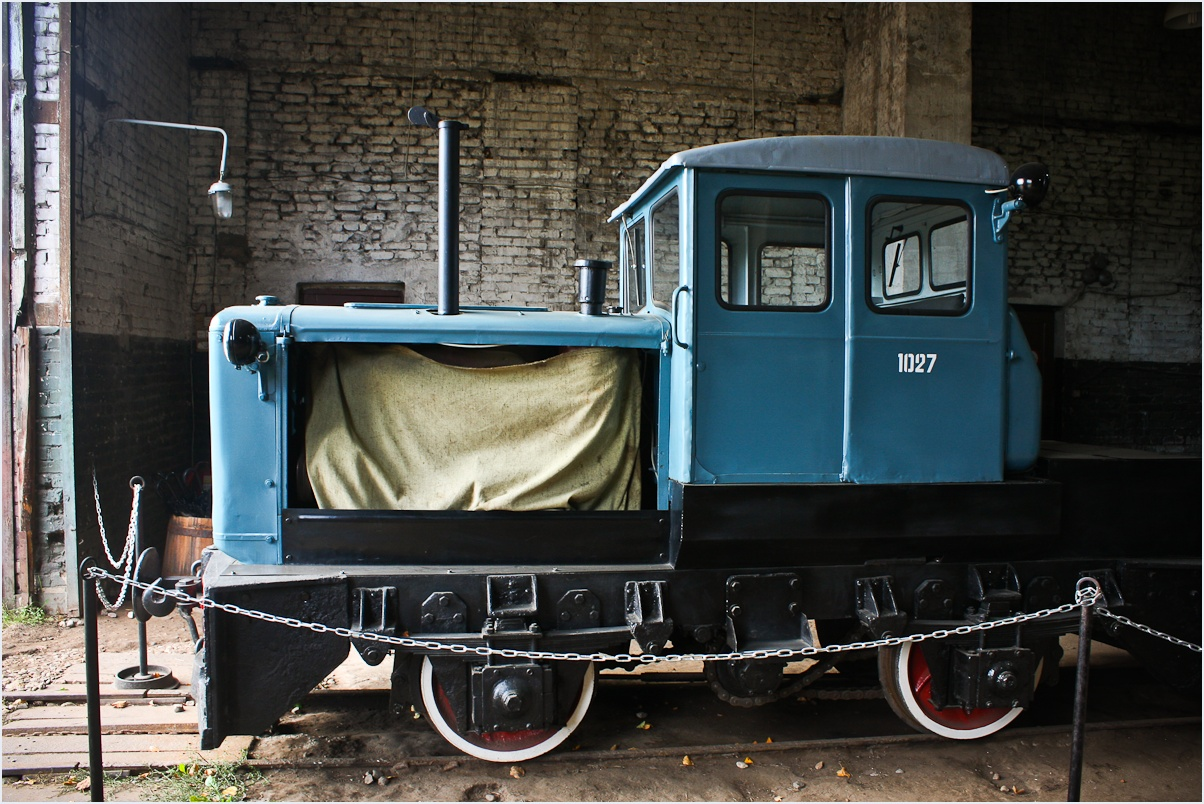
Diesellokomotive МД54-2

## Geschichte
1989 traf sich Wadim Wadimowitsch Mironow mit dem Besitzer der Jaroslawler Genossenschaft „Decor“ Anatoli Fjodorowitsch Gussew. Sie beschlossen, eine Schmalspurbahn zu kaufen und daraus ein Museum zu machen. Mironow und seine Frau Kira finanzierten die für die Recherche nötigen Reisen.
Das Museum wurde 1991 nach der Auflösung der Genossenschaft „Decor“ gegründet. Ursprünglich existierte es als private Sammlung mit beschränktem Zugang für Besucher, aber mit der Möglichkeit, maßgeschneiderte Reisen in Museumsbahn-Zügen auf der Museums-Schmalspurbahn Pereslawl zu arrangieren.
Seit 1998 wurde das Museum kostenlos für Besucher geöffnet, und seit 2006 wird eine Eintrittsgebühr verlangt. Die Anzahl der Besucher erreichte gelegentlich bis zu 800 pro Tag.
In den Jahren 2002–2004 veranstaltete das Museum immer wieder Lokomotivfestivals für unterschiedlichste Besucher. In den Jahren 2002–2003 betrieb das Museum einen fahrplanmäßigen Personenverkehr von der Siedlung Kupanskoe nach Pereslawl. Seit 2006 besitzt das Museum nur noch zwei Kilometer Gleis.
2008 erhielt das Museum 480.000.000 Rubel von der Potanin-Wohltätigkeitsstiftung («Меняющийся музей в меняющемся мире» (deutsch: „Ein sich wandelndes Museum in einer sich verändernden Welt“)). Durch diese Fördermittel wurde die Zufahrtsstraße repariert, Straßenschilder und Verkehrszeichen installiert und entsprechenden Plakate aufgehängt. Am Ortseingang gibt es einen Parkplatz.
Anfang 2009 war das Museum noch das einzige Eisenbahnmuseum in Russland, das sich ausschließlich auf Schmalspurlokomotiven und -wagen spezialisiert hat. Das Freilicht-Waldbahn-Museum Scharja und das Schmalspurbahnmuseum Jekaterinburg wurden erst fünf bis sieben Jahre später eröffnet.
2010 wurden 200 Meter Gleis restauriert, wobei der Ober- und Unterbau komplett ersetzt wurden. 2011 wurden die Restaurierungsarbeiten fortgesetzt und bis heute ist die gesamte Strecke etwa einen Kilometer lang. Es ist geplant, die Restaurierungsarbeiten beim Gleisbau und den Exponaten fortzusetzen und neue Schutzdächer über den Exponaten zu errichten.

## Exponate
Das Museum zeigt Fahrzeuge von Feldbahnen, Torfbahnen, Waldbahnen und andere Schmalspurbahnen. Viele Exponate sind als einzige Vertreter ihrer Art erhalten geblieben und als Technische Denkmale gelistet. Einige Lokomotiven, Maschinen und Mechanismen werden wieder funktionsfähig gemacht. Die Exponate müssen oft repariert werden. Laut dem Direktor des Museums sollte die Sammlung ab 2012 nicht mehr erweitert werden, um der Restaurierung mehr Aufmerksamkeit widmen zu können.

### Dampflokomotiven und deren Fragmente
In der Sammlung des Museums wurden vier Dampflokomotiven der Baujahre 1928 bis 1955 betriebsfähig aufgearbeitet. Weitere Schienenfahrzeuge stehen zur Restaurierung bereit und Fragmente wichtiger Dampflokomotiven werden stationär ausgestellt:
- Dampflokomotive 157-469 – Lokomotivfabrik Kolomna 1928, in Aufarbeitung
- Dampflokomotive F4-028 – Tampella (Tampere/Finnland) 1945, betriebsfähig, einziges weltweit erhaltenes Exemplar
- Dampflokomotive Gr-269 – Lokomotivbau Karl Marx Babelsberg/Deutschland, in den 1950er Jahren an die noch unfertige Kindereisenbahn Grozny geliefert, betriebsfähig
- Dampflok Кп 4-469 – Dserschinski-Werke in Chrzanów/Polen 1955, betriebsfähig
- Dampflokomotive Kn 4-300 – Dserschinski-Werke in Chrzanów/Polen 1955, nicht betriebsfähig
- Dampflokomotive VP4-2120 – Maschinenbauwerk Wotkinsk 1958, mit dreiachsigem Tender VP4-1862
- Kessel der Lokomotive des Typs 63 (Achsfolge D) – Lokomotivfabrik Kolomna, vermutlich 1918
- Fragment der Tenderlokomotive der E-Serie – Lokomotivfabrik Kolomna, Baujahr 1921
- Fragment einer Tanklokomotive der Achsfolge C mit 900 mm Spurweite – Krauss/Deutschland, 1880er Jahre
- Tender der Lokomotive 159, 1930er Jahre

### Diesellokomotiven
- Vierachsige Lokomotive MD54-4-1547 – Istiinsky Maschinenbauwerk , 1963 (betriebsbereit)
- Rangierlokomotive MD54-2 – Istiinsky-Maschinenbauwerk (seit 2001 wieder betriebsbereit)
- Diesellokomotive TU4-1984 – Maschinenfabrik Kambarka 1969, betriebsfähig, wurde für den fahrplanmäßigen Personenverkehr eingesetzt
- Vierachsige Lokomotive mit Generator ESU2a-511 Mechanisches Werk von Guba, betriebsfähig, wurde für den fahrplanmäßigen Personenverkehr eingesetzt
- Vierachsige Lokomotive mit Generator ESU3-2 (war von 2011 bis 2017 im Museum zwischengelagert)

### Selbstfahrende Fahrzeuge
- Passagierdraisine № 51 – Schatura-Eisenbahnwerkstätten, 1930er Jahre.
- Precinct Autodraisine UA Nr. 4727 – Maschinenfabrik Kaluga, Baujahr 1939.
- Personenverkehrs-Autodraisine PD1 – Maschinenfabrik Demichowo, 1950er Jahre.
- Feuerwehr PMD-3-259 – Demichowo, 1960er Jahre.
- Last-Draisine GMD4 – Demichowo, 1960er Jahre.
- Draisine auf Grundlage des Autos ZIM (GAZ-12).
- Motorrad TDU5 – Maschinenfabrik Kaluga, 1950er Jahre.
- Handwagen – Vyksa-Eisenbahnwerkstätten, Anfang des 20. Jahrhunderts

### Wagen
- Personenwagen – Malzowski-Werk und Waggonbau Görlitz (Deutschland) etc. 1898–1935 gebaut
- Offener Personenkraftwagen der „Azneft“, Baku-Ölfelder von 1928 gebaut (2010 von Grund rekonstruiert und betriebsfähig gemacht)
- Güterwagen verschiedener Hersteller aus den 1890er und 1960er Jahren
- Kesselwagen der 1900er bis 1920er Jahre gebaut
- Schneepflüge nach dem Bjorke-System, gebaut in den Jahren 1928–1953

### Eisenbahnausrüstung
- Elektrisch betriebene Geräte des Ingenieur-Treger-Systems von 1924
- Feuerwehr-Ausrüstung aus den 1890er Jahren bis in die 1950er Jahre
- Die Glocke des Bahnhofs Trufanovo der ehemaligen UZD-Bahnstrecke Tula-Likhvin.

## Film und Fernsehen
Exponate des Museums werden oft für Film- und Fernseh-Dreharbeiten eingesetzt. Auf dem Gelände des Museums wurden einige Episoden des Films von Peter Todorovsky Anker, immer noch ein Anker (1992), viele Episoden der Fernsehserie Saboteur von Andrei Malyukov (2004), die Fernsehserie Saboteur. Ende des Krieges von Igor Zaitsev (2007) sowie Das Herz des Feindes von Alexander Vysokovsky gedreht.